# 苏联民航5463号班机空难
苏联民航5463号班机，是一班自車里雅賓斯克飞往阿拉木圖的苏联民航国内航班。1983年8月30日，该机在向阿拉木图进近时坠毁。飞机撞毁于多兰山（Dolan Mountain）西坡海拔约690米高的地方。机上90人全部遇难。

## 事故经过
在得知飞机位置后，空管人员给出了错误的转向指令。而机组成员也飞错了方向。空管随后发现了他的错误并提供正确的航向和下降至600米的命令。不过，由于附近地形崎岖，飞机的最低安全高度仅为4620米。随后，机组发现他们即将撞地。根据苏联民航相关规定，机组在这种情况下可以忽视空管指令。但他们依然遵从空管指令转弯并下降。 在向空管通报这一情况后，机组接到了GPWS警报，不过他们没有立刻进行紧急爬升，飞机直到撞地前一两秒时才开始爬升。
飞机坠地后解体并燃烧，坠毁地点位于阿拉木图机场30千米远的多兰山（Dolan Mountain）上海拔690米处。事故发生时，在3000-4500米高度之间有积雨云，云顶位于7000-8000米之间，能见度约为10千米。

## 调查
苏联民航5463号班机是因以下原因坠毁的：
- 飞机向阿拉木图国际机场的进近程序存在过失。
- 起决策作用的机组人员没有较好地监督飞行情况。
- 机组成员遵循空管指示将高度下至安全高度以下。